# Lorostemon colombianum
Lorostemon colombianum är en tvåhjärtbladig växtart som beskrevs av Bassett Maguire. Lorostemon colombianum ingår i släktet Lorostemon och familjen Clusiaceae. Inga underarter finns listade i Catalogue of Life.